# Sigismundo III de Schrattenbach
Sigismundo III Cristóvão (em alemão: Sigismund III Christoph; em latim: Sigismundus III Christophorus; Graz, 28 de fevereiro de 1698 - Salzburgo, 16 de dezembro de 1771)  foi um conde de Schrattenbach de 1733 a 1771 e então arcebispo de Salzburgo de 1753 a 1771, em sucessão de André Tiago (r. 1747–1753). Era filho do conde Otão Henrique (1672–1733) e condessa Maria Teresa de Wildenstein. Ficou conhecido como um patrono generoso das artes que beneficiou a família Mozart. Michael Haydn escreveu o réquiem Missa pro defuncto Archiepiscopo Sigismundo ("missa para o defunto arcebispo Sigismundo") em sua honra.